# Coupe de Tunisie masculine de basket-ball 2024-2025
Navigation
Coupe de Tunisie 2023-2024 Coupe de Tunisie 2025-2026
La coupe de Tunisie 2024-2025 est la 69e édition de la coupe de Tunisie masculine de basket-ball, une compétition à élimination directe mettant aux prises des clubs de basket-ball amateurs et professionnels affiliés à la Fédération tunisienne de basket-ball.

## Quarts de finale
| Date          | Équipe à domicile            | Équipe à l'extérieur           | Score |
| ------------- | ---------------------------- | ------------------------------ | ----- |
| 19 avril 2025 | Club africain                | Étoile sportive du Sahel       | 81-60 |
| 19 avril 2025 | Stade nabeulien              | Jeunesse sportive kairouanaise | 38-46 |
| 23 avril 2025 | Dalia sportive de Grombalia  | ES Goulette                    | 71-43 |
| 8 mai 2025    | Union sportive monastirienne | Union sportive El Ansar        | 89-58 |

## Demi-finales
Les résultats des demi-finales sont les suivants :
| Date        | Équipe à domicile            | Équipe à l'extérieur           | Score |
| ----------- | ---------------------------- | ------------------------------ | ----- |
| 11 mai 2025 | Dalia sportive de Grombalia  | Club africain                  | 51-68 |
| 11 mai 2025 | Union sportive monastirienne | Jeunesse sportive kairouanaise | 77-59 |

## Finale
Le résultat de la finale est le suivant :
| Date        | Lieu  | Équipe à domicile            | Équipe à l'extérieur | Score |
| ----------- | ----- | ---------------------------- | -------------------- | ----- |
| 30 mai 2025 | Radès | Union sportive monastirienne | Club africain        | 75-68 |

## Champion
- Union sportive monastirienne
  - Président : Amir Hizem
  - Entraîneur : Walid Zrida
  - Joueurs : Houssem Mhamli, Mahdi Sayeh, Mourad El Mabrouk, Joackim Haddad, Radhouane Slimane, Bilal Jaziri, Firas Lahyani, Bechir Ben Yahia, Mokhtar Ghayaza, P.J. Hardy, Fadi Gharbi

## Autres
| Récompense           | Joueur         | Club          |
| -------------------- | -------------- | ------------- |
| Meilleur meneur      | Omar Abada     | Club africain |
| Meilleur arrière     | P.J. Hardy     | US Monastir   |
| Meilleur ailier      | Joackim Haddad | US Monastir   |
| Meilleur ailier fort | Firas Lahyani  | US Monastir   |
| Meilleur pivot       | Haythem Saada  | Club africain |